# Oleg Viktorovics Novickij
Oleg Viktorovics Novickij (oroszul: Олег Викторович Новицкий; Cserveny, 1971. október 12.–) orosz űrhajós, ezredes.

## Életpálya
1994-ben a Boriszoglebszki Repülő Főiskolán mérnök-pilóta oklevelet szerzett. Katonai beosztásai pilóta, vezető pilóta, századparancsnok helyettes. Csecsenföldi események alatt a harci egység tagja. 2006-ban a Gagarin Repülő Akadémián mérnöki diplomát szerzett. Repült szolgálati ideje több mint 600 óra, harci repülőgépe a Szu–25, oktató gépe az L–39-es volt.
2006. október 11-től részesült űrhajóskiképzésben a Lyndon B. Johnson Űrközpontban, valamint a Jurij Gagarin Űrhajós Kiképző Központban. Egy űrszolgálata alatt összesen 143 napot, 16 órát, 14 percet és 49 másodpercet töltött a világűrben.

## Űrrepülések
Szojuz TMA–06M parancsnoka. Az időszakos karbantartó munkálatok mellett elvégezte az előírt kutatási, kísérleti és tudományos feladatokat. Több mikrogravitációs kísérletet, emberi-, biológia- és a biotechnológia, fizikai és anyagtudományi, technológiai kutatást, valamint a Földdel és  a világűrrel kapcsolatos kutatást végezet. Fogadta a teherűrhajókat, kirámolta a szállítmányokat, illetve bepakolta a keletkezett hulladékot. Első űrszolgálata alatt összesen 143 napot, 16 órát, 14 percet és 49 másodpercet töltött a világűrben.
2013. március 16-án, röviddel a leszállás után Jevgenyij Tarelkinnel részt vettek egy kísérletben. Tesztelniük kellett egy kézi vezérlésű Mars-járművet (egy CF-18 centrifuga szimulálta a túlterhelést). Ellenőrzött cél, hogy egy hat hónapos űrrepülés után képes-e az űrhajós a Mars-járművet vezetni, a felszínen munkálatokat végezni. A teszt újra bizonyította (más, hosszú távú űrszolgálaton részt vett űrhajósokkal is elvégezték a próbát), az űrhajósok képesek  a meghatározott feladatokat elvégezni.

### Tartalék személyzet
Szojuz TMA–04M parancsnoka